# 印度学
印度学是一门研究印度语言、历史、宗教、哲学的学科。包括研究吠陀经、佛经、耆那教、锡克教、瑜伽、梵文等。